# Muscle quadriceps fémoral
Droit fémoral : bleu
Vaste latéral : jaune
Vaste médial : rouge

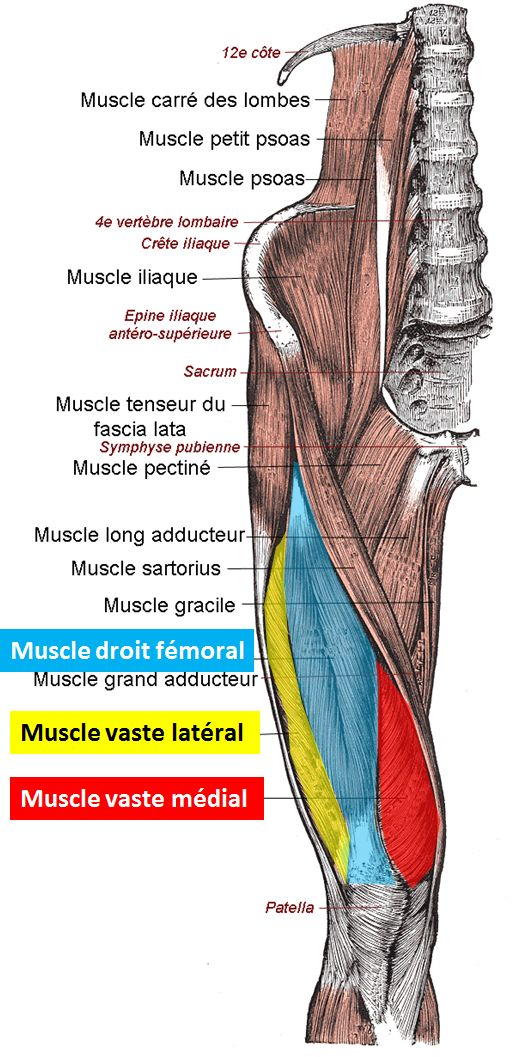
Les muscles de la face antérieure de la cuisse (le muscle vaste intermédiaire est non visible).

Actions du quadriceps : il est fléchisseur de hanche (uniquement le droit fémoral) mais surtout extenseur du genou (pas sur l'animation). Il permet la stabilité du genou lors de la phase unipodal de la marche.

Le muscle quadriceps fémoral (anciennement appelé muscle quadriceps crural ou quadriceps) est un muscle du membre inférieur située dans la loge fémorale antérieure.

## Description
Le muscle quadriceps fémoral est le plus volumineux des muscles du corps humain. Il relie l'os coxal et le fémur au tibia et à la patella.
Il est constitué de quatre corps musculaires : 
- le muscle droit fémoral entre l'os coxal, le fémur et le tibia,
- le muscle vaste latéral entre le fémur et la patella,
- le muscle vaste intermédiaire entre le fémur et la patella,
- le muscle vaste médial entre le fémur et la patella.

## Origine
Par le muscle droit fémoral, le muscle quadriceps fémoral se fixe sur l'épine iliaque antérieure et inférieure, dans le sillon supra-acétabulaire et la face antérieure du grand trochanter.
Par le muscle vaste latéral, il se fixe sur la lèvre latérale de la ligne âpre jusqu'à la base du grand trochanter.
Par le muscle vaste intermédiaire, il se fixe sur les trois quarts supérieurs des faces antérieure et latérale du fémur.
Par le muscle vaste médial, il se fixe sur la lèvre médiale de la ligne âpre.

## Trajet
Les quatre corps musculaires se dirigent vers le bas pour se terminer par un tendon commun : le tendon quadricipital qui englobe la patella et qui se prolonge vers le bas par le ligament de la patella.

## Terminaison
Par l'intermédiaire du ligament de la patella le muscle quadriceps s'insère sur la tubérosité du tibia.

## Innervation
Le muscle quadriceps fémoral est innervé par les différentes branches du nerf du quadriceps, branche terminale motrice du nerf fémoral, issu du plexus lombaire.

## Anatomie fonctionnelle
Le muscle quadriceps fémoral est un muscle bi-articulaire : articulation coxale et articulation du genou.
C'est lui qui supporte en grande partie le poids du corps et permet les déplacements.
Il est :
- extenseur de la jambe sur la cuisse (articulation du genou),
- fléchisseur de la cuisse sur le bassin (articulation coxale) par le muscle droit fémoral,
- antéverseur du bassin et crée le recurvatum du genou si le membre inférieur est fixé.

## Aspect clinique
- Amyotrophie
- Déchirure musculaire
- Une amyotrophie du vaste médial peut entraîner un syndrome rotulien[1].

## Culture physique
Les quadriceps interviennent comme muscles moteurs ou synergiques dans l'exercice du soulevé de terre, de la presse à cuisses et de la flexion sur jambes (aussi appelé squat).